# Drosera subtilis
Drosera subtilis este o specie de plante carnivore din genul Drosera, familia Droseraceae, ordinul Caryophyllales, descrisă de N.Marchant.
Este endemică în:
- Northern Territory.
- Coral Sea Is. Territory.
- Queensland.

Conform Catalogue of Life specia Drosera subtilis nu are subspecii cunoscute.